# Pelé
Edson Arantes do Nascimento (Três Corações, Minas Gerais, 23 de octubre de 1940-São Paulo, 29 de diciembre de 2022), más conocido como Pelé, fue un futbolista brasileño que jugó como delantero. O Rei, está reconocido por muchos especialistas, exfutbolistas y aficionados como el mejor futbolista y deportista de todos los tiempos, siendo descrito por la FIFA como «el mejor de todos». En 1999 la Revista Olympic, órgano oficial del Movimiento Olímpico, lo distinguió como uno de los cinco «mejores atletas del siglo XX», siendo el único futbolista en alcanzar dicho reconocimiento. En 2000 fue elegido como el «mejor futbolista del siglo XX» con el 73 % en una votación realizada por la Comisión de Fútbol de la FIFA y los suscriptores de la Revista FIFA, por la Federación Internacional de Historia y Estadística de Fútbol, así como en una encuesta respondida por los ganadores del Balón de Oro. En 2014 recibió el FIFA Balón de Oro Honorífico. En 2016 el Comité Olímpico Internacional, en ocasión de los Juegos Olímpicos de Río de Janeiro, le otorgó la Orden Olímpica.
Pelé inició su carrera como profesional en 1956 en el Santos, club en el que militó hasta 1974 y con el que ganó un título de la Supercopa de Campeones Intercontinentales, dos de la Copa Intercontinental, dos de la Copa Libertadores de América, seis del Brasileirão, cuatro del Torneo Río-São Paulo y diez del Campeonato Paulista. Es el máximo goleador de la historia del equipo paulista con 643 goles en 659 partidos, la segunda mayor cifra en un mismo club en partidos oficiales; sumando los encuentros no oficiales en el Santos convirtió 1091 goles en 1116 partidos. En 1975 fichó por el New York Cosmos de la North American Soccer League (NASL), donde conquistó un título de liga. Debutó con la selección brasileña en 1957 a los dieciséis años de edad y es junto con Neymar el máximo goleador de la Seleção con 77 goles. Acuñó el término «jogo bonito» para designar el estilo que practicó Brasil en los años que él integró su selección y disputó cuatro ediciones de la Copa Mundial, de las que fue campeón en 1958, 1962 y 1970, siendo el futbolista que más veces la ha ganado y el más joven en lograrlo. Anotó un total de doce goles en mundiales y fue elegido como mejor jugador en 1970 y el mejor jugador joven en 1958. En 1959 alcanzó el subcampeonato de la Copa América en su única participación en el certamen. Se retiró del fútbol en 1977. Sus 1279 goles en 1363 partidos, incluyendo amistosos, son reconocidos como un récord mundial Guinness. El registro de goles oficiales realizado por la Federación Internacional de Historia y Estadísticas de Fútbol (IFFHS) contabiliza para Pelé 762 goles en partidos oficiales, que considera récord mundial para el siglo XX, mientras que según los registros oficiales de la FIFA fue superado por Josef Bican con 805 goles en el mismo siglo. Otros registros, como el de la RSSSF, le han computado hasta 778 goles en partidos oficiales. Entre sus goles célebres se destacan el gol de los cuatro sombreros y el gol de placa.
Tras su retiro como jugador, fue actor y cantante. Fue nombrado Ciudadano del Mundo por la Organización de las Naciones Unidas (ONU) en 1977, Embajador para la Ecología y el Medio Ambiente por la ONU en 1992, Embajador de Educación, Ciencia, Cultura y Buenos Deseos de la Unesco en 1994, Ministro extraordinario de Deportes por el gobierno de Brasil entre 1994 y 1998, Caballero de Honor del Imperio Británico en 1997 y Embajador del Deporte en el Foro Económico Mundial de 2006. En 2004 la FIFA le encargó la elaboración de la lista de los «125 mejores futbolistas vivos» por la celebración de su centenario. A pesar de no haber ganado el Balón de Oro en su carrera, al que en aquella época solo podían optar europeos, la revista France Football le concedió uno honorífico por su gran trayectoria en la gala de premiación de 2013. En 2010 fue nombrado presidente honorario del refundado Cosmos. En 2020 fue incluido como mediocentro ofensivo en el Dream Team histórico del Balón de Oro.

## Biografía
Edson Arantes do Nascimento nació el 23 de octubre de 1940 en Sao Paulo. Sus padres fueron João Ramos do Nascimento Dondinho y María Celeste Arantes. Dondinho fue jugador del Atlético Mineiro, pero vio interrumpida su carrera deportiva cuando en su primer partido con el Mineiro se golpeó la rodilla, tras un choque con el defensa Juvenal, y se rompió los ligamentos. Lo contrató el BAC, por lo que se mudaron a Baurú, allí siempre pasaron apuros económicos. Pelé vio llorar a su padre tras el «Maracanazo» de la Copa Mundial de Fútbol de 1950 y le prometió que ganaría el título, por lo que se esforzó para lograrlo. Tenía como ídolo a su compatriota Zizinho, y era hincha del Vasco da Gama, que contaba con la generación conocida como «El Expreso de la Victoria».
Dico, como era conocido en su infancia, creó un equipo con sus amigos de barrio al que llamaron Ameriquinha, que se llevó el torneo de la ciudad. Después de esto pasó a las divisiones inferiores del equipo del Baquinho, donde jugaba Dondinho y era entrenado por Waldemar de Brito, internacional con Brasil en la Copa Mundial de 1934. Por esos años jugó por un tiempo fútbol sala en el Radium. Waldemar de Brito lo ayudó a perfeccionar su juego y convenció a su madre, quien no veía al fútbol como una profesión, para que abandonara su empleo en una fábrica de zapatos, en el que cobraba un sueldo de 2 dólares al día y su casa para irse a jugar al Santos de São Paulo.

## Trayectoria deportiva

### Santos (1956-1974)
A su llegada al Santos ingresó en las categorías inferiores, si bien entrenó en ocasiones con el primer equipo. Pese a tener un buen desempeño le exigieron mejorar su complexión física debido a que era muy delgado. Hizo su primera aparición con el primer equipo del Santos el 7 de septiembre de 1956 ante el Corinthians de Santo André en un partido amistoso en el que anotó un gol.
En 1957 se asentó en el primer equipo. Jugó su primer partido oficial con el Santos el 26 de abril de 1957 frente al São Paulo en un encuentro del Torneo Río-São Paulo. Anotó un gol en la victoria de su equipo por 3-1. El Santos fue campeón del torneo, donde Pelé hizo cinco goles, únicamente superado por Waldo Machado (13), José Altafini Mazzola (7) y José Lázaro Pinga (6). En el Campeonato Paulista de ese año el Santos terminó subcampeón tras perder un crucial encuentro el 17 de noviembre ante el São Paulo por 6-2 con una actuación magistral de la estrella del Soberano: Zizinho. Pelé logró el título de máximo goleador del campeonato de ese año con 36 tantos. Finalizó su primera temporada completa como profesional con un total de 41 goles en 38 partidos.
Pelé era ya entonces muy conocido en el ambiente paulista, pero todavía no a nivel nacional. Esto cambió después de un torneo realizado en el Estadio de Maracaná, cuando se organizó un torneo entre varios equipos brasileños y algunos europeos. Santos y Vasco da Gama formaron un combinado, en el que figuró Pelé. En el partido del debut ante el Clube de Futebol Os Belenenses de Portugal, convirtió tres goles, el primer hat-trick de su carrera. Jugó también ante el Dinamo de Zagreb de la entonces Yugoslavia, y los locales Flamengo y São Paulo, anotando un gol en cada partido.
Con la marcha de Emanuele Del Vecchio al Milan, Pelé se consolidó como titular en el Santos. En 1958 anotó 58 goles en 38 partidos, lo que ayudó a que el Santos ganara el Torneo Paulista. En 1959 perdieron este torneo a manos del Palmeiras, aunque ganaron el Torneo Río-São Paulo.
Al cumplir los 18 años, Pelé tuvo que hacer el servicio militar. Debido a esto, 1959 fue un año agitado futbolísticamente para Pelé. Disputó 103 partidos para cinco equipos diferentes: el Santos, la selección de Brasil, el equipo del cuartel, el equipo del ejército y un equipo de figuras de São Paulo. Jugó nueve veces 2 encuentros en menos de 24 horas y en una ocasión jugó tres partidos en menos de 48 horas. Con el Santos se fue de gira en 1959 disputando 22 partidos en casi 14 países en menos de 6 semanas con un saldo de 13 victorias, 5 empates y 4 derrotas. Para su cuartel ganó dos torneos: el de los cuarteles de Santos, y el de los cuarteles de São Paulo. Para el ejército, participó en el Campeonato Militar Sudamericano de 1959 en la final ante el ejército argentino. En este partido recibió la primera expulsión de su carrera al agredir a un contrincante. Tras terminar el servicio militar, el Santos ganó tres veces seguidas el Torneo Paulista (1960, 1961 y 1962) y Pelé fue el máximo goleador en estos campeonatos.
El Santos comenzó a cimentar su fama de Os Santásticos con jugadores como Gilmar, Mauro, Mengálvio, Coutinho, Pepe o el propio Pelé. En 1961 el equipo logró su primer título de la Taça Brasil (el actual Campeonato Brasileño de Serie A) y lograron clasificarse por primera vez para disputar la Copa de Campeones de América al año siguiente. Pelé alcanzó a estar recuperado para disputar el partido de desempate de la final de la Copa de Campeones de América de 1962 ante el Peñarol de Alberto Spencer. En el partido de ida en Montevideo el Santos venció 1-2. Sorprendentemente Peñarol derrotó en condición de visitante 3-2 al Santos, obligando a un tercer partido. Se jugó el partido de desempate en campo neutral, en este caso Buenos Aires. Ganó el Santos por 3-0 y Pelé anotó dos goles, convirtiendo al Santos en el primer equipo brasileño en ganar la Copa Libertadores. Esto les daba el derecho de enfrentarse por la Copa Intercontinental ante los portugueses del Benfica de Eusébio, Mário Coluna, José Aguas y Simoes entre otros. El primer partido se disputó en el Estadio Maracaná, ya que el Santos quería contar con una cancha más grande para albergar más público y poder hacer que el juego fluyera más. Pelé anotó dos goles y Coutinho otro para una victoria reñida por 3-2. En la vuelta en Lisboa, Pelé se consagró como el mejor futbolista del momento dando un recital de fútbol junto con su equipo logrando vencer al Benfica por 5-2 con 4 goles del Rey. Así, Pelé volvía a ser el de siempre: la estrella rutilante del Santos de Brasil.

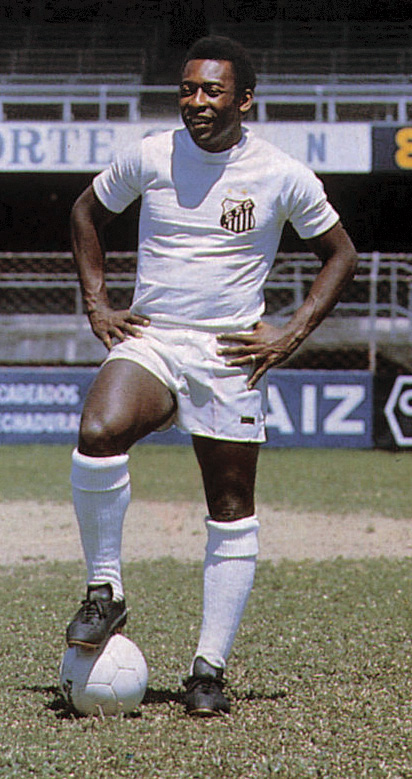
Pelé con el Santos en 1963.

Aunque Pelé volvía a ser el mismo jugador de siempre, había cosas que estaban cambiando respecto a sus rivales. Primero ya no lo miraban como una novedad interesante, sino como un rival poderoso al que había que vencer. Y segundo, en el mundial de Chile se popularizó un método que alcanzaría su apogeo en el mundial de Inglaterra en 1966: el fútbol fuerza. Este método consistía en marcar a un jugador con tácticas agresivas, y si cometían faltas eso no importaba. Pelé no sufrió este problema en Chile, pero desde 1963 comenzaría a entender que una nueva concepción futbolística quería predominar sobre las demás. La primera vez que se enfrentó a esto fue en la segunda final consecutiva de Copa Libertadores del Santos en 1963 ante Boca Juniors. El partido se disputó en el Estadio La Bombonera. Fue tan duro el marcaje de los argentinos, que un jugador le rasgó los pantalones a Pelé, por lo cual debió cambiárselos. No mucho después Boca se puso adelante. Unos minutos después Pelé habilitó a Coutinho que empató. Y luego Pelé anotó el gol de la victoria a pase de Coutinho. Así, Santos se consagraba por segunda vez como campeón de América.
Para la Copa Intercontinental, se enfrentarían al AC Milan de Gianni Rivera, Giovanni Trapattoni y su compatriota Amarildo. El primer partido fue en San Siro, ganando el Milan por 4-2 con Pelé anotando los dos goles de su equipo y lesionándose por el marcaje de Trapattoni. En la vuelta en el Maracaná, ni Pelé ni Zito jugaron, pero el Santos ganó por 4-2, y en el desempate, ganó el Santos por 1-0. Así el Santos también era por segunda vez campeón del mundo de clubes. Para 1964 llegaba Julio Mazzei para dirigir al Santos, después de una gran gestión en el Palmeiras. La llegada de Mazzei además de dar la Copa Río-São Paulo (edición 1966), haría que diera comienzo la segunda era dorada del Santos, con nuevos jugadores como Clodoaldo, Manoel María y Ramos Delgado entre otros.

En el Santos se inició una nueva época en todo sentido. Con Mazzei de entrenador y con miembros de la selección como Carlos Alberto y Clodoaldo, el Santos volvería a conquistar el planeta como lo había hecho unos años atrás. En 1966 ganaron en un triangular que incluía al Santos, el Inter y el Benfica, torneo realizado en Estados Unidos. En mayo de 1967 se fueron de gira por el África Subsahariana para partir más tarde a Italia y Alemania. En 1969 regresó a África por una nueva gira en la cual estuvo esta vez en Congo y Nigeria. Sin embargo, ese año sería recordado por un acontecimiento mundial: El gol 1000 de Pelé. Para octubre de 1969 llevaba 989 goles anotados. En un partido ante la Portuguesa anotó 4 goles con lo que ya llevaba 993. Hizo 2 goles más ante el Coritiba y otro ante el Flamengo y marcó 2 goles más ante Santa Cruz en Recife. Luego en Joao Pessoa anotó un gol más, ya llevaba 999 goles y luego de no anotar en Bahía, el circo mediático se trasladó a Río de Janeiro, al Maracaná, ante el Vasco da Gama. Luego de una falta de la defensa del Vasco, Pelé fue elegido para cobrar el penal. Haciendo su típica paradinha, vence al portero y anota su gol 1000. Este gol fue premiado con la conquista de tres nuevos Torneos Paulistas (ediciones 1967, 1968 y 1969) y una Copa de Plata (edición 1968). En esa época, internacionalmente Pelé era archiconocido por ser un gran astro de Fútbol y pudo encontrarse con las celebridades deportivas, políticas, académicas, artísticas. Pelé no olvida aquel encuentro que tuvo con Robert F. Kennedy, quien asistió a un partido de Fútbol jugado por ese célebre futbolista brasileño hasta que el mismo Pelé lamentó mucho el asesinato de ese carismático senador estadounidense unos años después.

Pelé firmando una pelota de fútbol para el presidente estadounidense Richard Nixon en la Casa Blanca en 1973, dos años antes de unirse al New York Cosmos.

A finales de 1972 expiraría el contrato de Pelé con el Santos, así que sabiendo el club que era posible que no volverían a sus años dorados en mucho tiempo, en 18 meses se embarcaron en una gira mundial que abarcó Sudamérica, el Caribe, Norteamérica, Europa, Asia y finalmente Australia. Sin embargo el Santos se encontraba en plena decadencia. Después de la partida de Mazzei, pasaron varios exjugadores. Antoninho, Mauro, Jair, etc. Para 1973 Pelé y su Santos salieron nuevamente de gira. Viajaron por el Golfo Pérsico, África, Alemania, Bélgica, Francia e Inglaterra. Luego cruzaron el Atlántico a Estados Unidos para jugar ante el Baltimore Bays. En este partido Pelé anotó el único gol olímpico de toda su carrera. También participó en el partido de despedida de Garrincha y se unió a los talleres de fútbol, una iniciativa realizada por Pepsi-Cola Company para crear escuelas de fútbol por todo el mundo. Durante este período participó con Julio Mazzei en un video llamado "Pelé: The Master and His Method", el cual ganó 11 premios internacionales.
Sin su participación Brasil llegó a semifinales, siendo eliminada por los Países Bajos de Johan Cruyff. Mantuvo una rivalidad con el defensa Elías Figueroa del Internacional en el Brasileirão entre 1972 y 1974, llegando a darse codazos durante los encuentros y fue quien lo sucedió como el «mejor futbolista en América» el último año cuando no pudo regatearlo. Finalmente el 2 de octubre de 1974, Pelé se despidió del Santos y del alto nivel en Vila Belmiro, en un partido ante el Ponte Preta, donde jugó los primeros 21' del partido, para cuando fue reemplazado agarró la pelota en pleno círculo central con sus dos y la levantó, poniéndole fin a su carrera en el conjunto santista.

### New York Cosmos (1975-1977)

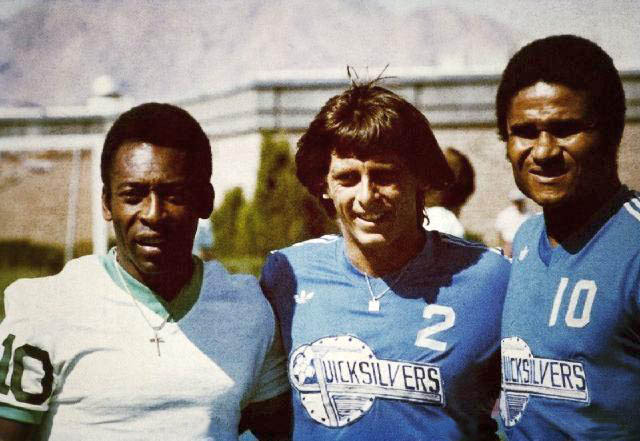
Pelé en el New York Cosmos junto a Brian Joy y Eusébio da Silva.

Pelé ya se había retirado del fútbol dispuesto a empezar una nueva vida. Sin embargo, tuvo graves problemas económicos debido a una mala inversión y estaba en riesgo de quedar en bancarrota. El único método seguro para recuperarse era evidente: volver a ponerse los botines. Las ofertas estaban en la mesa. Juventus y Real Madrid ofrecían 15 millones de dólares. AC Milan y América de México también hicieron sus ofertas. Pero eso sería volver a su vida anterior y no estaba determinado a eso, así que decidió considerar una oferta que llevaba ya 3 años, la oferta del New York Cosmos de la extinta NASL.
Su presidente Clive Toye se comunicó con el Rey para reiterar su propuesta. Esta vez Pelé podría desplegar el fútbol que tenía en ese momento en sus botas (tenía 34 años en ese momento) sin presiones, ya que en Estados Unidos el fútbol no era un deporte tan conocido. Después de seis meses de negociaciones, en las cuales Pelé aceptó jugar a condición de que Julio Mazzei fuera nombrado preparador físico del Santos, firmó para el Cosmos en junio de 1975, y el 11 de ese mes se presentaría en el 21 Club, un sitio glamuroso frecuentado por las estrellas. Su técnico, Gordon Bradley, ya conocía a Pelé, ya que jugaron un partido unos años antes como rivales y el duelo se lo llevó Bradley, que marcó a Pelé. Su debut en la NASL fue el 18 de junio ante el Toronto Metros en la isla Randall, ganó el Cosmos por 2-0 y además superando la asistencia promedio de 8000 aficionados a 22 500, lo cual excedía la capacidad del estadio. La temporada 1975 fue decepcionante, ya que ganaron 6 partidos y perdieron 7; además de que Pelé se lesionó ante San José Earthquakes. Era evidente que el Cosmos debía reforzarse mejor, así que contrataron al peruano Ramón Mifflin y a Nelsi Morais provenientes ambos del Santos. Estuvieron de gira por Suecia, Noruega, Italia y el Caribe.
Para 1976 se unió al equipo el exdelantero de la Società Sportiva Lazio, Giorgio Chinaglia. Gordon Bradley fue ascendido a un cargo administrativo y fue contratado Ken Furphy como nuevo director técnico. Furphy trajo a cinco jugadores que militaban en la Liga Inglesa de los cuales 3 eran del Sheffield United. Sin embargo, Furphy era de una visión de juego muy defensiva y pese al poder ofensivo del equipo, de 8 partidos ganaron 4 y perdieron el resto. Bradley regresó a la dirección técnica y dejó al Cosmos en segundo lugar de la División Norte de la NASL. En las finales se enfrentaron a los Washington Diplomats ganando 2-0 anotando un gol Pelé. Perdieron en las finales ante el Tampa Bay Rowdies por 3-1 anotando Pelé el gol de su equipo. A finales de esta temporada recibió una bota con incrustaciones de oro en conmemoración de su gol 1250.

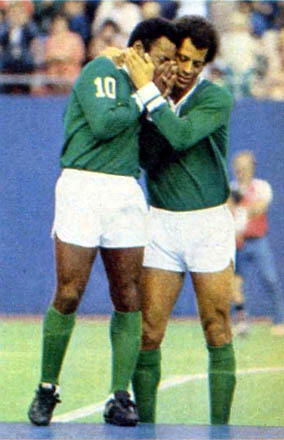
Pelé en su partido de despedida en 1977.

1977 fue la última temporada de Pelé en el Cosmos. Eddie Firmani, técnico de los Tampa Bay Rowdies asumía como entrenador del Cosmos, llegando con el Franz Beckenbauer y Carlos Alberto. Fue su mejor temporada, al ganar los últimos 8 encuentros como locales y quedar segundos detrás de Fort Lauderdale Strikers. En las finales aplastaron al Strikers 8-3 y en la gran final vencieron a los Seattle Sounders 2-1. La despedida del Cosmos los llevó por Japón, Venezuela, Trinidad y Tobago, China e India. Así terminaba su carrera con el Cosmos disputando 111 partidos y anotando 65 goles.
El 1 de octubre de 1977 a los 36 años, Pelé se despidió definitivamente del fútbol ante 75 000 espectadores en un encuentro entre el Santos y el Cosmos, jugando un tiempo para cada equipo. Anotó para el Cosmos en la primera parte, pero no para el Santos y el partido acabó con victoria del Cosmos por 2-1. Así llegó el final de la carrera de uno de los mejores deportistas de la historia. Pelé así, llegó a la inaudita cifra de 1367 partidos jugados y 1283 goles.

## Selección nacional

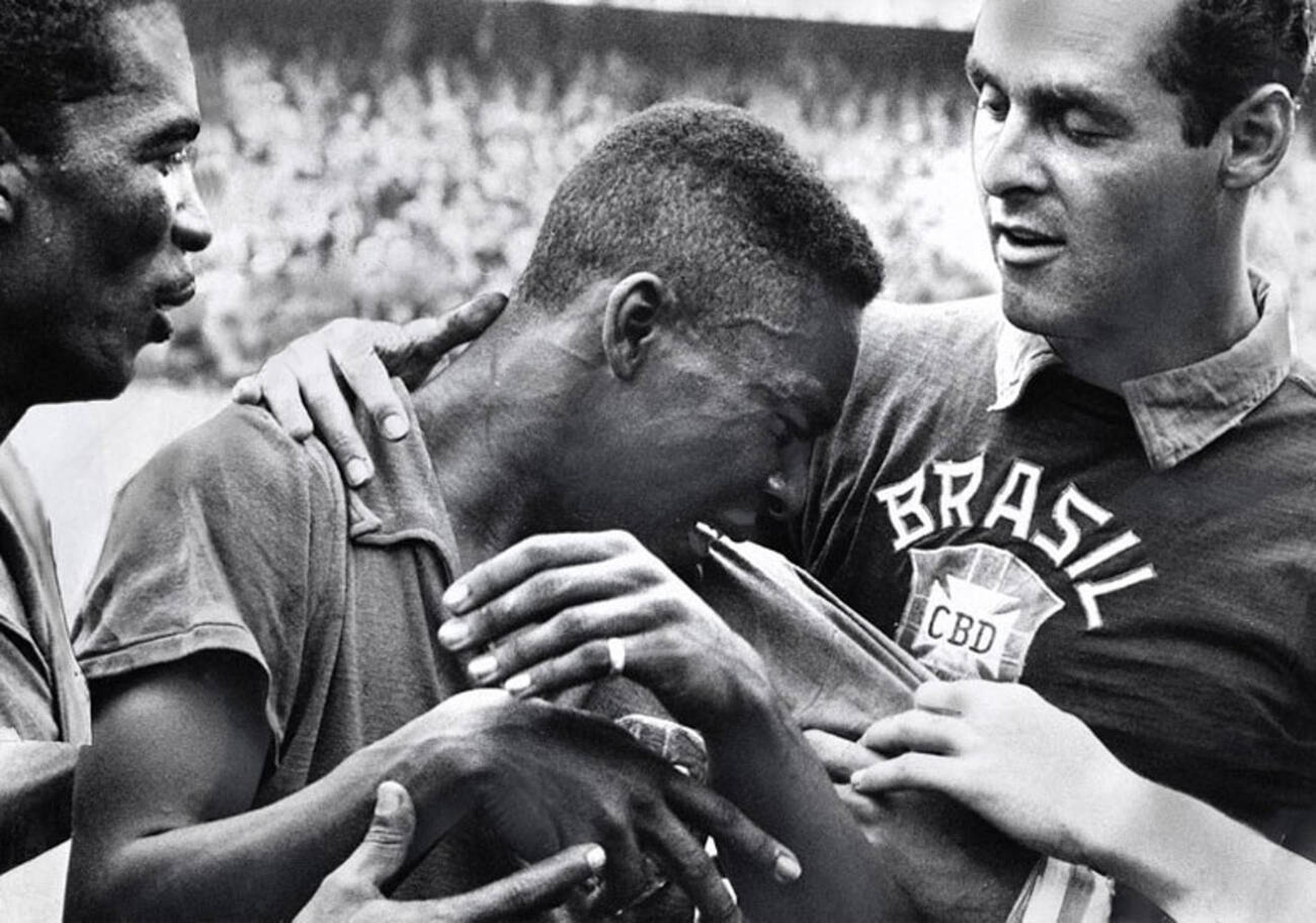
Pelé, de 17 años, llora en el hombro del portero Gilmar después de que Brasil ganara la final de la Copa del Mundo de 1958.

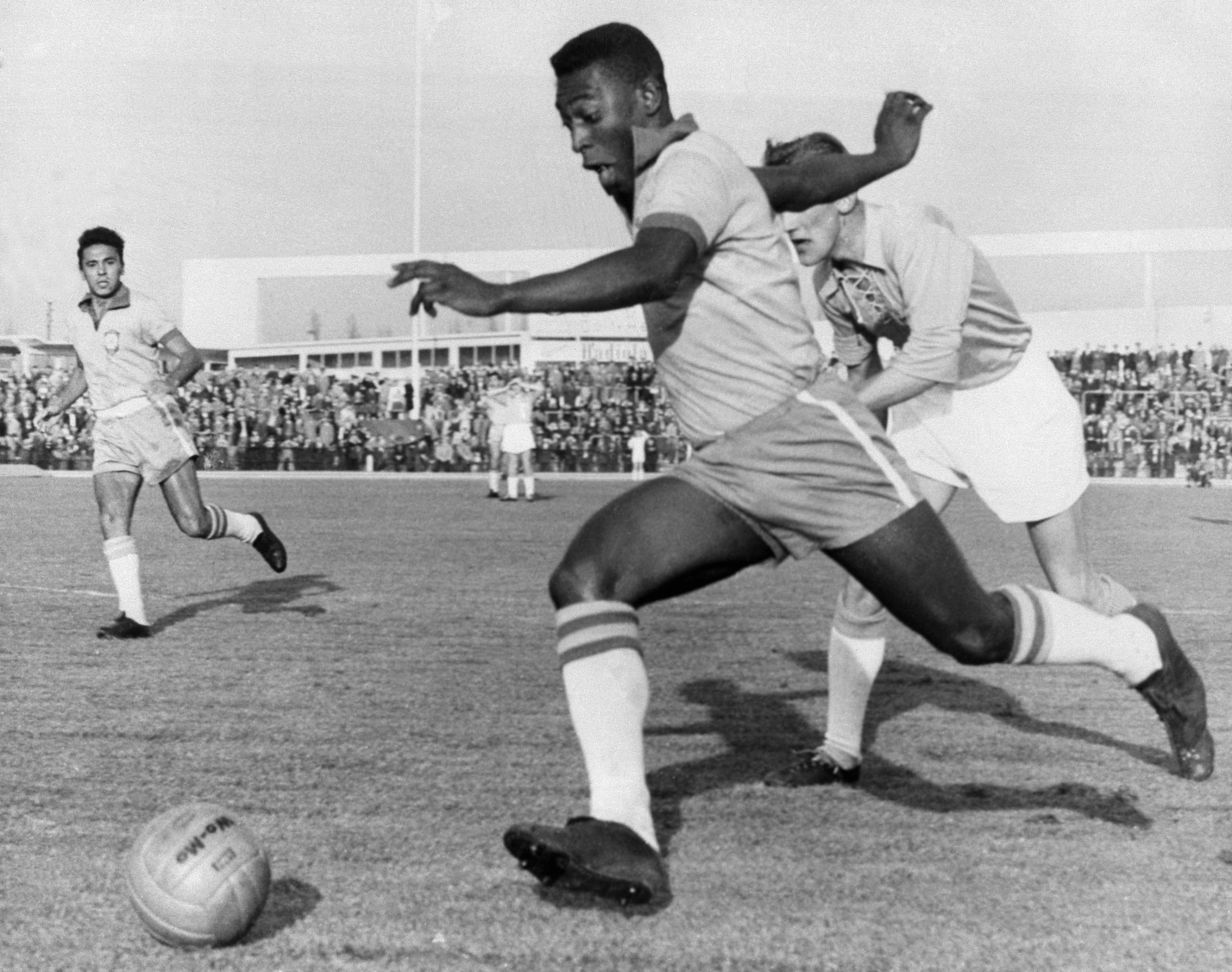
Pelé con Brasil en 1960.

Luego de sus destacadas actuaciones defendiendo los colores del Santos, logró que Vicente Feola, el entrenador de Brasil, se fijara en él y lo convocara a la selección unos meses después de su debut profesional. Así compareció por primera vez con la selección, el 7 de julio de 1957, contra Argentina en Maracaná por la Copa Roca, y aunque anotó, Brasil perdió 2-1. Tres días después, en el mismo torneo, y nuevamente ante Argentina en el estadio Pacaembú, Brasil ganó 2-0 anotando Pelé uno de los goles. Así, Pelé no solo lograba reconocimiento nacional sino internacional, anotando además sus dos primeros goles con «la verdeamarela».
Para 1958 fue convocado a la selección brasileña para enfrentar la Copa del Mundo que se celebraría en Suecia. Para Pelé esto no fue sencillo. Primero porque lo habían convocado a él en detrimento de Luizinho, la gran estrella del Corinthians por esos años. Debido a esto los fanáticos del Corinthians organizaron un partido contra los convocados para demostrarle a Feola el error de no llevar a Luizinho al mundial. No estaba en buena condición física y la selección ganó este partido por 3-1. Este partido llevó a un segundo problema para Pelé: Ari Clemente, defensa del Corinthians se barrió y lo golpeó en la rodilla derecha, lesionándolo. Aunque estuvieron a punto de sacarlo de la convocatoria final, decidieron llevarlo así a Suecia, debiendo someterse a una terapia que consistía en aplicar toallas hirvientes sobre la rodilla maltrecha.
Sin embargo no estuvo listo para el primer partido de Brasil en Udevalla ante Austria. Ganaron los brasileños por un contundente 3-0 con goles de Mazzola (2) y Nilton Santos. El segundo partido fue en Gotemburgo ante Inglaterra. Pelé no jugó y el partido terminó 0-0 gracias a la sensacional actuación del portero inglés, Colin McDonald. Sería hasta el último partido en Gotemburgo ante la URSS de Lev Yashin y Simonian, en el cual debutaría Pelé. Ganó Brasil 2-0 con doblete de Vavá, y Pelé jugando magistralmente junto con Garrincha y Didí. Brasil pasaba a los cuartos de final y enfrentaría a la Gales de John Charles, que no estaría por lesión. Pelé recibió un pase de Didí a espaldas de la portería, bajándolo con el pecho a su pie derecho, para luego eludiendo al defensa anotar en la portería de Jack Kelsey. Fue el gol de la victoria y el pase a semifinales ante la Francia de Just Fontaine, Raymond Kopa y Roger Piantoni. El partido terminó 5-2 a favor de la Canarinha con un triplete de Pelé.

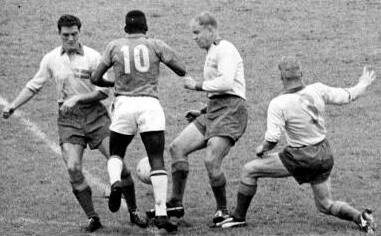
Pelé regatea a tres jugadores suecos en el Mundial de 1958.

La final fue ante la Suecia de Nils Liedholm, Bengt Gustavsson, Agne Simonsson, Kalle Svensson y Gunnar Gren. Después del gol inicial de Liedholm, Vavá anotó un gol a pase de Garrincha. Pelé estrelló un balón en el palo y de nuevo anotó Vavá a pase de Garrincha para terminar la primera parte 2-1. En el complemento Pelé hace su famoso globo a Gustavsson y golpea la pelota sin dejarla caer para convertir el 3-1. El gol de Pelé, fruto de su gran capacidad y talento individual, fue clave para definir el partido que estaba parejo en su desarrollo.
Luego Zagallo anotó el 4-1 y Simonsson descontó para Suecia. Al final, luego de superar a dos defensas en el aire, Pelé cabecea el balón y este describe una parábola lenta que finalmente entra a la red. Victoria Canarinha por 5-2 y el primer título de Brasil, siendo hasta ahora la única selección americana campeona en una Copa del Mundo en Europa. Un icono para la historia: Pelé con 17 años llorando en el hombro del portero Gilmar ganando el primero de sus tres títulos mundialistas.
Al año siguiente, fue convocado para formar parte de la selección brasileña en el Campeonato Sudamericano que se desarrolló en Argentina, donde jugó 6 partidos y marcó 8 goles, 1 a Perú, 2 a Chile, 1 a Bolivia, 3 a Paraguay y 1 a Argentina, en la campaña que significó el subcampeonato brasileño, en la única Copa América que disputaría Pelé.

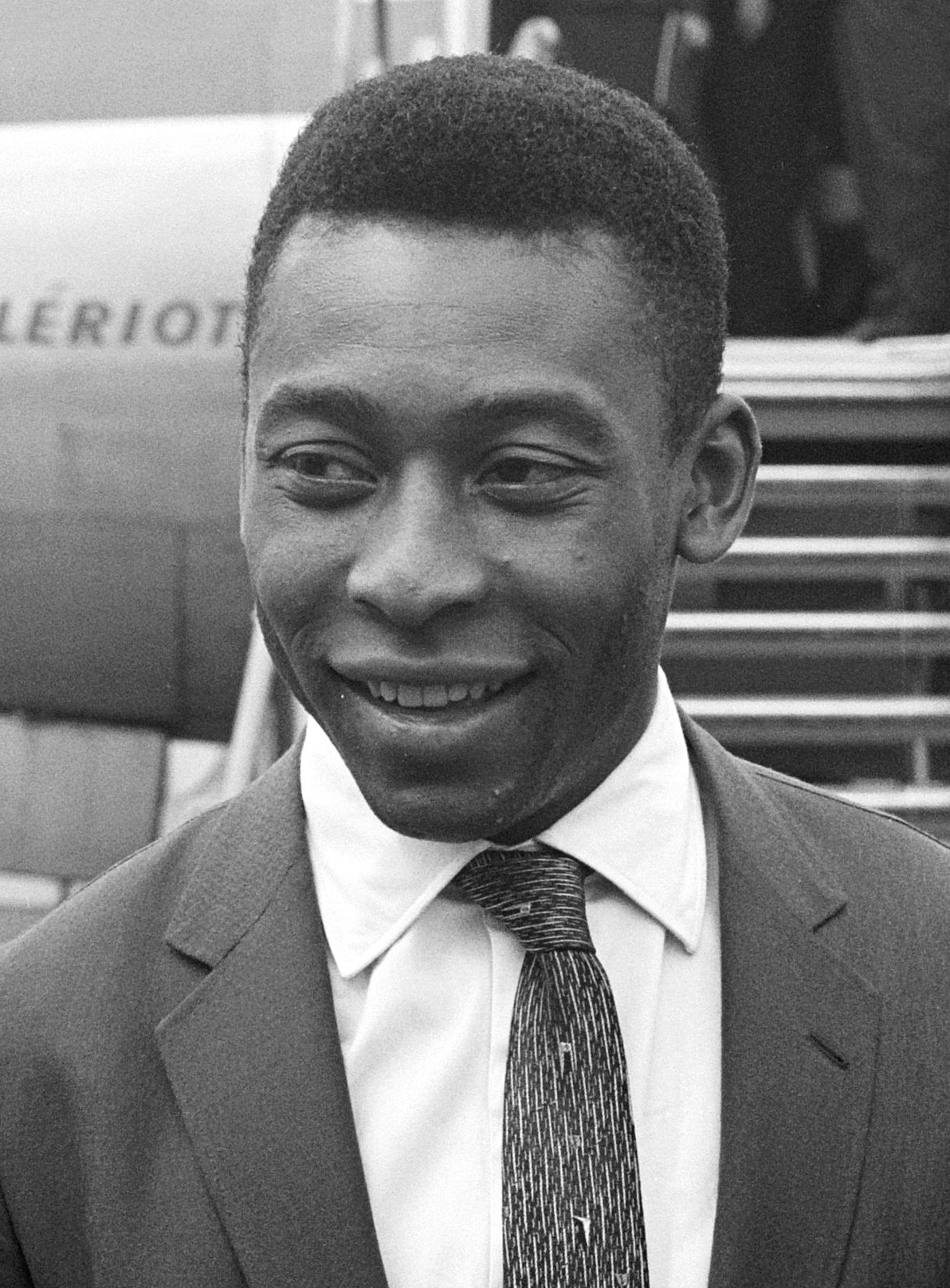
Pelé en octubre de 1962.

En 1962 Pelé jugó en Chile con 21 años su segunda Copa del Mundo. Brasil, que era el vigente campeón, llegaba como favorito; contaba con dos nuevos jugadores, Mauro y Zózimo, y con Aymoré Moreira como nuevo director técnico. Por el exceso de partidos jugados, a Pelé se le diagnosticó un esguince inguinal, lo cual hizo que sintiera punzadas en el músculo abductor.
Brasil estaba situada en el Grupo 3, en Viña del Mar, con España, Checoslovaquia y México. El primer partido fue contra México, que jugó, sobre todo durante la primera parte (que terminó 0-0), con bravura y con una gran actuación de Antonio «La Tota» Carbajal. Para la segunda parte y variando su clásico 4-2-4 por un novedoso para la época 4-3-3, Brasil ganó 2-0 con goles de Zagallo y Pelé en gran jugada individual. En el segundo partido ante Checoslovaquia, su ingle no daba más y hacia que Pelé cayera fulminado del dolor. Como no había sustituciones para la época, debió permanecer en el partido cojo y desprotegido y, pese a que los checos jugaron limpio a Pelé para evitarle un agravamiento de su lesión, el Rey no jugó ni un partido más en ese mundial. El siguiente partido de Brasil fue ante España con victoria de la selección canarinha por 2-1. En los cuartos de final enfrentaron a Inglaterra. Con un Garrincha en su mejor momento, ganó Brasil por 3-1. Antes del partido contra Chile se dijo que Pelé probablemente en caso de que Brasil venciera a Chile en semifinales, podría disputar la final. Brasil ganó, pero cuando Pelé ingresó al entrenamiento con sus compañeros, de nuevo comenzó a sufrir dolores en la ingle y no pudo disputar la final ante Checoslovaquia. El partido terminó 3-1 con victoria brasileña, si bien Pelé no disputó mucho de este mundial, entre Garrincha y Amarildo hicieron que no se extrañara demasiado al Rey.
Para la Copa del Mundo de Inglaterra en 1966 la logística para la preparación de Brasil fue desastrosa. Primero porque se convocaron aproximadamente 40 jugadores y más de la mitad del contingente no participaría en el Mundial. Segundo, las dos estrellas de Brasil Garrincha y Amarildo no estaban al nivel de hace 4 años. De hecho, Amarildo se lesionó en un amistoso preparatorio. Tercero se dividió el contingente en 4 equipos, lo cual hizo que no hubiera unidad en el grupo. Cuarto, no se tenía un lugar fijo de entrenamiento, así que se viajó por todo Brasil, lo que hizo que la condición física de muchos no estuviera a la altura. Y quinto, el desacuerdo y soberbia de los delegados de la confederación brasileña que pensaban que solo mostrarían la copa a los otros países para volverla a ganar.
Así se viajaba a Inglaterra, con un equipo mal preparado, un desacuerdo total de los dirigentes y con la misma cantidad de jugadores que deberían ser la delegación brasileña. Así se llegaba a Goodison Park en Liverpool el 12 de julio de 1966 para enfrentar a Bulgaria. Ganó Brasil 2-0 con goles de Garrincha y Pelé de tiro libre, pero el defensa Zhechev de Bulgaria castigó fuertemente a Pelé cometiendo toda clase de faltas que no fueron pitadas por el árbitro. Como medida de prudencia, los dirigentes decidieron que no jugara el segundo partido ante una nueva Hungría, la cual tenía a un grandioso Flórián Albert. Brasil perdió 3-1. El siguiente partido ante los portugueses de Eusebio, sería fatal para Pelé por dos razones. Primero porque perdieron 3-1 y quedaron fuera del mundial en primera ronda. Y segundo porque Morais, un defensa de Portugal lo dejó fuera del partido con una violenta doble falta que el árbitro no pitó. Así, Brasil regresaba a casa con las manos vacías.

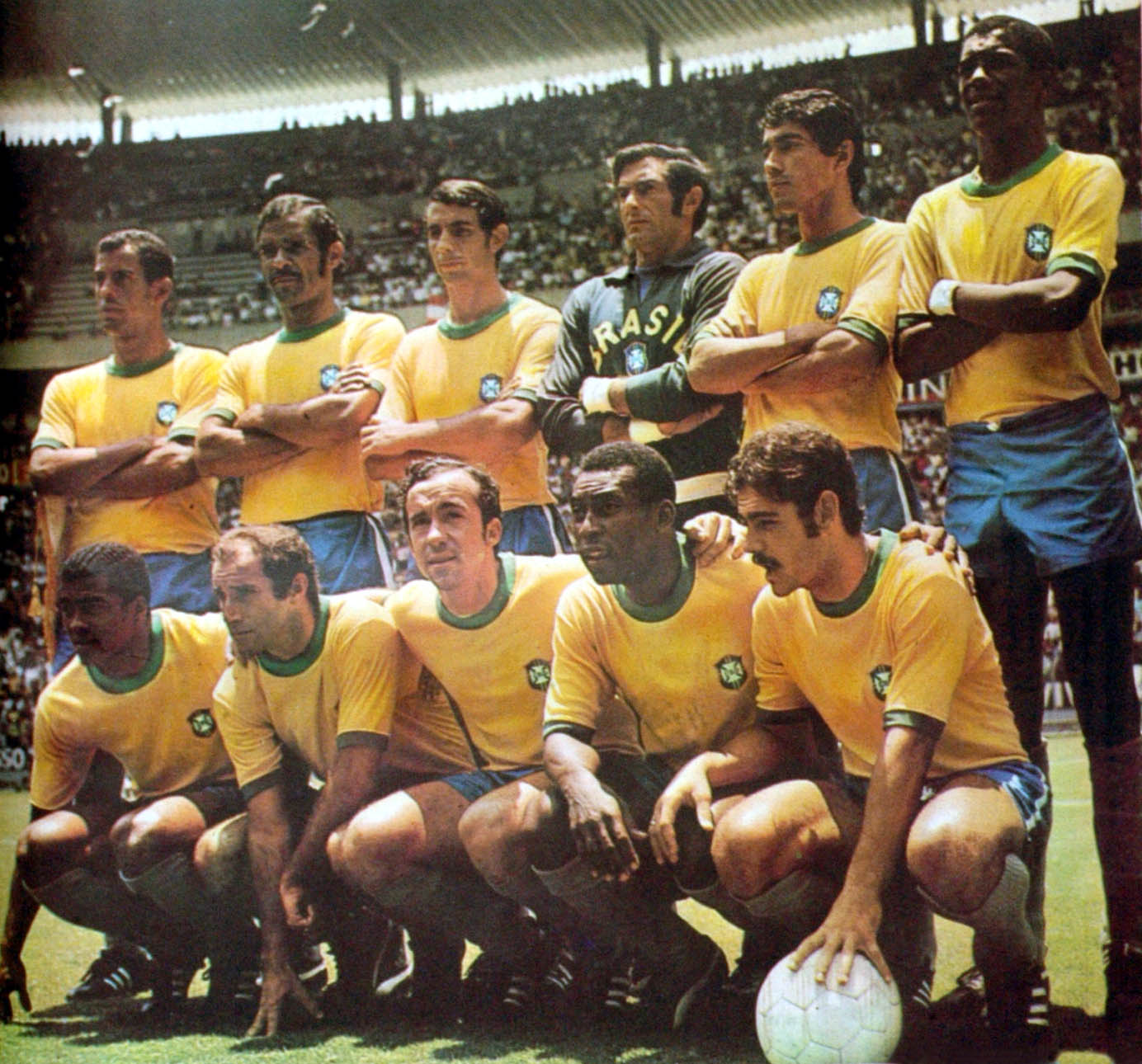
Selección brasileña del Mundial de México 1970.

Después de los episodios de Inglaterra, Pelé renunció a la selección brasileña.
En 1968 consideró regresar a la selección brasileña, pero fue efectivo hasta 1969, cuando el interés se centraba en el mundial de México 70. Aymoré Moreira fue destituido y en su lugar llegó João Saldanha, exentrenador del gran Botafogo de Garrincha, Amarildo, Gérson y Manga. Saldanha hizo su equipo con base en jugadores del Santos y del Botafogo. Debido a problemas con João Havelange, fue despedido del cargo. De este modo Mário Zagallo fue nombrado como su reemplazo. Zagallo convocó a algunos jugadores más como Tostão y Rivelino, con lo cual Brasil se vio mejor complementado. Zagallo además se asistió de hombres como Claudio Coutinho y Carlos Alberto Parreira. Después de clasificar en su grupo con todos los partidos ganados y como favoritos a la reconquista mundial, en el Grupo 3 Brasil enfrentaría a Checoslovaquia, los defensores del título, Inglaterra y Rumania. El 3 de junio en 1970 se enfrentaban en Guadalajara los brasileños ante Checoslovaquia. Petras pone adelante a Checoslovaquia, pero Rivelino de tiro libre empató, y unos minutos más tarde, Pelé hizo su famoso tiro de mitad de cancha que estuvo cerca de vencer al portero Ivo Viktor. Así termina el primer tiempo. En la segunda parte Brasil se pone adelante con un gol de volea de Pelé y dos goles de Jairzinho liquidaron el partido que terminó 4-1. El 7 de junio jugaron ante Inglaterra en Guadalajara. Después de que Gordon Banks le parara de manera fantástica un cabezazo a Pelé y a continuación un tiro libre a Rivelino, Inglaterra replicó con Geoff Hurst, sin embargo Félix despejó la pelota. En la segunda parte una jugada por la banda de Tostao permite que Jairzinho a pase de Pelé anote el 1-0. En los últimos minutos de nuevo Hurst intenta vencer a Félix, pero el balón se va por encima de la portería. Brasil ganó 1-0. En el último partido ante Rumania en Guadalajara, Pelé anotó dos goles, uno de tiro libre espectacular y Jairzinho anotó el tercero. Rumania a base de coraje logra descontar y al final el partido termina 3-2 a favor de Brasil.
Para los cuartos de final, Brasil enfrentó a Perú. Entrenados por Didí, los peruanos fueron la gran revelación del campeonato con Teófilo Cubillas, Hugo Sotil y Héctor Chumpitaz entre otros talentosos jugadores. Con un partido de casi 50 opciones por equipo, el partido termina 4-2 a favor de los brasileños. Para las semifinales, Pelé y su equipo enfrentaron a su némesis natural: Uruguay. Después de que Cubilla adelantara a los uruguayos con un tiro en semifallo, al final de la primera parte Clodoaldo empata. En la segunda parte Jairzinho y Rivelino liquidan el partido. En los últimos minutos Pelé amaga a Mazurkiewicz y logra enviar la pelota al poste contrario, pero la pelota no dio el efecto deseado y se fue a centímetros del poste. Así concluyó el partido.
La final en el Estadio Azteca les depararía a los italianos. Después de un centro de Rivelino, Pelé de cabeza anotó a los 15 minutos. A los 37 minutos, Roberto Boninsegna aprovechó un error de Clodoaldo y batió a Félix sin problema. Así termina la primera parte con empate a un tanto. En la segunda parte Brasil sale a todo o nada y Gérson aprovecha el máximo espacio disponible y bate al portero Enrico Albertosi con un gol de fuera del área. Unos minutos después Gerson con mucho espacio envía el balón al área, Pelé cabeceó y Jairzinho en el área anotó y se convirtió en el único jugador que ha anotado en todos los partidos de una Copa del Mundo. A 4 minutos del final Clodoaldo hace una gran jugada en el medio, pasa a Rivelino y este a Jairzinho, este pasa a Pelé que presiente venir de atrás a Carlos Alberto. Sin verlo Pelé envió la pelota y con un metrallazo Carlos Alberto vence a Albertossi. Era el final.
El estadio se viene encima. Los cazadores de recuerdos en instantes le quitan la camiseta y por poco los pantalones. En la entrega de la Copa Jules Rimet, Carlos Alberto la levantó y Brasil es por tercera vez campeón mundial. Así, Pelé se convirtió en el primer jugador en ganar 3 copas mundiales como jugador. Con este acontecimiento, el mundo del fútbol lo corona como «El Rey».
Fatigado ya por jugar tantos partidos alrededor del mundo, comenzó a preparar el camino para despedirse del fútbol profesional, comenzando con la selección. El 18 de julio de 1971 jugó su último partido con la camiseta verde oro ante Yugoslavia. El partido terminó empatado 2-2, pero fue conmovedor ver al público despedirse de su mejor jugador de manera tan afectuosa y agradeciéndole por los 14 años de alegrías para Brasil.
El domingo 18 de julio de 1971, Pelé jugó su último encuentro competitivo con la selección tras 15 años. Pese a ello, en 1973 y 1976 disputó dos encuentros con el combinado nacional no reconocidos a nivel FIFA. El primero fue un partido homenaje a la despedida de su excompañero Garrincha frente a un combinado FIFA, mientras que el segundo fue un homenaje póstumo a Geraldo Dias frente al Clube de Regatas do Flamengo tras el fallecimiento del jugador.
En 1974 su compatriota João Havelange —el presidente de la FIFA— intentó convencer a Pelé de volver a la selección con miras al mundial de Alemania, ya que Mário Zagallo tenía dificultades para armar a la selección. Tostao se retiró por una lesión en la retina, Carlos Alberto y Gerson ya se habían retirado, y Jairzinho y Rivelino no estaban en muy buena condición. Pelé rechazó la posibilidad ya que eso significaría volver al ámbito profesional, y él estaba rozando el retiro. En 1988, Pelé indicó que no asistió al Mundial de 1974 en rechazo a la Dictadura militar brasileña.
En mayo de 1986, la selección brasileña dirigida por Telê Santana atravesaba problemas con sus delanteros, marginando de la convocatoria del Mundial de 1986 a Renato Gaúcho debido a una indisciplina, lo que motivó la renuncia de Leandro al Scratch. Luego de estas noticias, Pelé se ofreció a formar parte del plantel para el Mundial, pidiendo 20 días para ponerse a punto físicamente y comprometiéndose a jugar 45 minutos por partido a gran nivel, con 45 años y 9 años de retiro del profesionalismo, lo cual fue rechazado de inmediato por Santana.

### Participaciones en la Copa del Mundo
| Mundial           | Sede       | Resultado      | Partidos | Goles |
| ----------------- | ---------- | -------------- | -------- | ----- |
| Copa Mundial 1958 | Suecia     | Campeón        | 4        | 6     |
| Copa Mundial 1962 | Chile      | Campeón        | 2        | 1     |
| Copa Mundial 1966 | Inglaterra | Fase de grupos | 2        | 1     |
| Copa Mundial 1970 | México     | Campeón        | 6        | 4     |
| Totales           | Totales    | Totales        | 14       | 12    |

### Participaciones en la Copa América
| Copa              | Sede      | Resultado  | Partidos | Goles |
| ----------------- | --------- | ---------- | -------- | ----- |
| Copa América 1959 | Argentina | Subcampeón | 6        | 8     |

### Participaciones en clasificatorias a la Copa del Mundo
| Eliminatorias                  | Resultado   | Posición            | Partidos | Goles |
| ------------------------------ | ----------- | ------------------- | -------- | ----- |
| Eliminatoria sudamericana 1970 | Clasificado | 1.er puesto Grupo A | 6        | 6     |

## Vida personal
Pelé se casó por primera vez en 1966 con Rosemeri Cholbi, unión que duró hasta 1978, cuando debido a sus múltiples ocupaciones, el Rey no pasó suficiente tiempo con la familia y la relación terminó en divorcio. La pareja tuvo cuatro hijos: Kelly, Cristina, Edinho y Jennifer. En 1994 Pelé se volvió a casar, esta vez con Assiria Seixas Lemos, con quien permaneció casado hasta su muerte. De esta unión surgieron dos gemelos: Josua y Celeste.
Es también reconocido por las relaciones que sostuvo con la famosa cantante brasileña Xuxa y con dos reinas de belleza: Deise Nunes de Souza, Miss Brasil 1986, y Flávia Cavalcanti, Miss Brasil 1989.
Su hijo Edinho (Edson Cholbi Nascimento), que jugó como portero de Santos, fue detenido en junio de 2005 por su participación en el tráfico de drogas; finalmente en mayo de 2014 fue condenado a 33 años y cuatro meses de prisión por lavado de activos provenientes del narcotráfico.
Se le reconoce ocho hijos: cuatro con la primera mujer, Rosemeri Cholbi, dos con la segunda, Assíria Lemos, y extraconyugalmente dos hijas; Pelé fue obligado judicialmente a reconocer la paternidad de una, Sandra Regina Machado, quien murió víctima del cáncer el 17 de octubre de 2006.
Pelé no asistió al velatorio de su hija, sin embargo, explicó en nota distribuida a la prensa que rezó la víspera por la recuperación y decidió mandar flores. Su sentida ausencia fue atribuida por la misma información al malestar que le producían los ambientes fúnebres y por ese mismo motivo, añade la información, no compareció tampoco a los últimos homenajes póstumos consagrados a sus padres.

### Vida tras su retiro como profesional

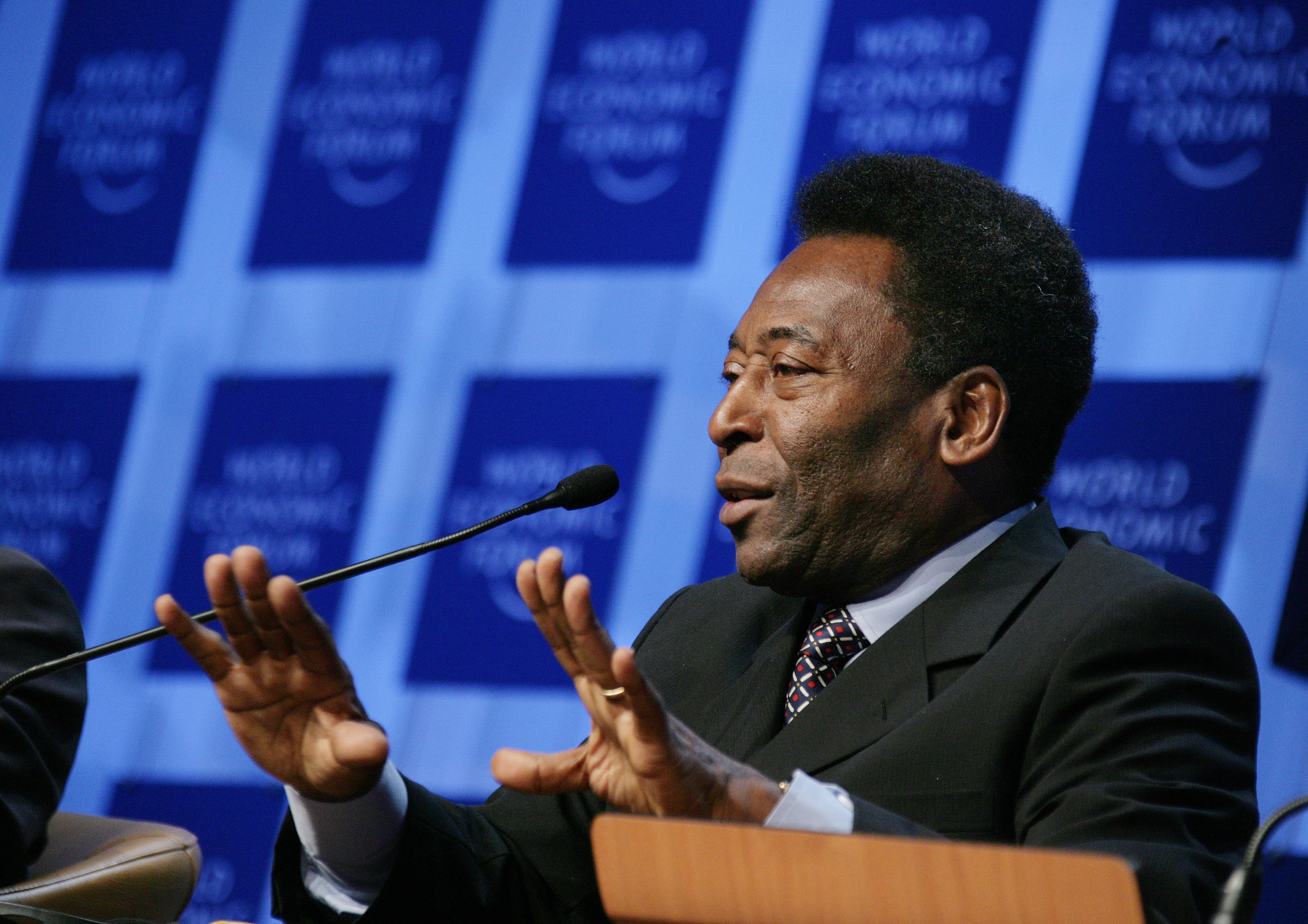
Pelé dando un discurso en el Foro Económico Mundial 2007 (WEF).

En 1977 fue nombrado embajador de las Naciones Unidas y le fue entregada la condecoración de «Ciudadano del Mundo» por parte de la ONU. También fue incluido en el Comité de Juego Limpio de la FIFA y Embajador de Buena Voluntad de la Unicef. De hecho, Pelé logró que la FIFA se uniera con Unicef para organizar la Copa del Mundo de 2002 en Corea y Japón para dedicarla a los niños, lo cual fue un rotundo éxito.
Fue uno de los futbolistas que participaron en la película Evasión o victoria (1981), junto con su amigo Bobby Moore y otros grandes futbolistas de la época, como Paul Van Himst, Osvaldo Ardiles, Kazimierz Deyna, y en compañía de actores como Michael Caine, Max Von Sydow y Sylvester Stallone. Fue el encargado de diseñar las coreografías de juego del partido. También participó en la película de familia Once más uno (1981). Es famoso también por ser el ícono de la empresa Master Card. Participó en varios encuentros de despedida, como la despedida de Franz Beckenbauer del Cosmos en 1984, la celebración de su cumpleaños 50 en San Siro en 1990 y un encuentro en 1984 entre la plantilla del Cosmos de ese año y un equipo de All-Stars del Cosmos.
En 1994 fue nombrado asesor ejecutivo en el Santos, para luego ese mismo año ser nombrado Ministro de Deportes, aunque con muchas dificultades debido a la falta de apoyo de la clase política, se promulgó en Brasil la «Ley Pelé», la cual promulga que en cuanto se acaba el contrato de un jugador con su club, debe renovar con este, o el club debe dejarlo en libertad. Además, esto obliga que los clubes actúen como empresas legítimas, debiendo mostrar balances anuales auditados.
En 1980 fue considerado el «atleta del siglo» según una encuesta organizada por el semanario francés L'Equipe-Magazine entre unos veinte periódicos considerados como los más importantes del mundo, mientras que en 1999 la revista Time lo incluyó en su lista de las «100 personas más importantes del XX», siendo el único futbolista en recibir dichos reconocimientos. En 2015 la revista francesa L'Equipe-Magazine llevó a cabo un estudio concluyendo que el brasileño hubiese obtenido no menos de siete balones de oro correspondientes a los años 1958, 1959, 1960, 1961, 1963, 1964 y 1970, de no haber existido la norma de exclusividad europea en aquellos años.

### Problemas de salud y fallecimiento
En septiembre de 2021 fue diagnosticado con cáncer de colon. El 29 de noviembre de 2022 fue internado en el Hospital Israelita Albert Einstein en São Paulo, Brasil para una revaluación de su tratamiento contra el cáncer, mientras estuvo internado se le diagnóstico una enfermedad respiratoria, misma que fue tratada con antibióticos mostrando una mejoría general en su estado de salud.
En diciembre de 2022 Pelé se contagió de COVID-19 y su salud se agravó; sin embargo, el exjugador mandó un mensaje en redes sociales: «Estoy fuerte, con mucha esperanza y sigo mi tratamiento como siempre. Quiero agradecer a todo el equipo médico y de enfermería por todos los cuidados que he recibido».
El 21 de diciembre de 2022, los médicos reportaron una «progresión» del cáncer de colon, además de cuidados para disfunciones renales, sin embargo, se encontraba en cuarto común.
El 29 de diciembre de 2022 a las 15:27 horas (hora local), murió en el Hospital Israelita Albert Einstein, a los 82 años. Según el reporte médico dado ese día, su muerte se debió a una falla multiorgánica resultado del avance del cáncer de colon asociado a su condición médica previa, mientras que el acta de defunción dada a conocer un día después señala como causas de su muerte una Insuficiencia cardíaca, una Insuficiencia renal, Bronconeumonía y el propio cáncer de colón.
Su cuerpo fue llevado al Estadio Vila Belmiro en donde fue montada una capilla ardiente abierta al público durante 24 horas a partir del 2 de enero de 2023 a la que acudieron 230000 personas, El 3 de enero de 2023 se realizó una caravana fúnebre rumbo al Cementerio Memorial Necrópolis Ecuménica en donde fue sepultado ese mismo día.

## Estadísticas
Para un completo resumen estadístico y desglose de las mismas, véase Estadísticas de Pelé

### Debate sobre la cantidad de goles
Las estadísticas sobre la cantidad de goles convertidos por Pelé varían según la fuente y carecen de estándares universales entre los partidos no oficiales, juveniles, amistosos, de clubes e internacionales. La FIFA ha realizado un recuento de goles oficiales convertidos, estableciendo para Pelé la cifra de 757 goles, lo que lo deja en quinto en el ranking histórico tras Cristiano Ronaldo (aún en actividad), Lionel Messi (aún en actividad), Bican y Romario. Otras fuentes o registros computan mayor cantidad de goles, teniendo en cuenta los convertidos en encuentros juveniles, amistosos, de exhibición y no oficiales. Para ingresar al Libro Guinness de los récords por mayor cantidad de goles, acreditó 1279 goles en 1363 partidos.

### Clubes
Datos actualizados a fin de carrera deportiva.
Entre 1959 y 1969 disputó encuentros con el combinado de São Paulo frente a otros combinados de los estados de Brasil. Fueron en total trece partidos en los que anotó nueve goles. Del mismo modo disputó en 1961-62 dos encuentros en los que anotó tres goles con el Sindicato de Atletas de São Paulo. Tampoco se encuentran contabilizados diez partidos u once según qué fuentes en los que marcó catorce goles con los seleccionados militares de la Armada y Guarda Costas.
| Club | Temporada           | Estadual (1) | Estadual (1) | Liga (2) | Liga (2) | Internacional (3) | Internacional (3) | Regional (4) | Regional (4) | Total | Total | Total | Incluido amistosos | Incluido amistosos |
| Club | Temporada           | Part.        | Goles        | Part.    | Goles    | Part.             | Goles             | Part.        | Goles        | Part. | Goles | Prom. | Part.              | Goles              |
| --- | ------------------- | ------------ | ------------ | -------- | -------- | ----------------- | ----------------- | ------------ | ------------ | ----- | ----- | ----- | ------------------ | ------------------ |
| Santos F. C. · Brasil | 1956                | —            | —            | —        | —        | —                 | —                 | —            | —            | 0     | 0     | 0,00  | 2                  | 2                  |
| Santos F. C. · Brasil | 1957                | 29           | 36           | —        | —        | —                 | —                 | 9            | 5            | 38    | 41    | 1,08  | 67                 | 57                 |
| Santos F. C. · Brasil | 1958                | 38           | 58           | —        | —        | —                 | —                 | 8            | 8            | 46    | 66    | 1,43  | 60                 | 80                 |
| Santos F. C. · Brasil | 1959                | 32           | 46           | 4        | 2        | —                 | —                 | 7            | 6            | 43    | 54    | 1,25  | 85                 | 102                |
| Santos F. C. · Brasil | 1960                | 30           | 32           | —        | —        | —                 | —                 | 3            | —            | 33    | 32    | 0,97  | 63                 | 57                 |
| Santos F. C. · Brasil | 1961                | 26           | 47           | 5        | 7        | —                 | —                 | 7            | 8            | 38    | 62    | 1,63  | 74                 | 110                |
| Santos F. C. · Brasil | 1962                | 26           | 37           | 5        | 2        | 6                 | 9                 | —            | —            | 37    | 48    | 1,30  | 55                 | 65                 |
| Santos F. C. · Brasil | 1963                | 19           | 22           | 4        | 8        | 5                 | 7                 | 8            | 14           | 36    | 51    | 1,41  | 51                 | 73                 |
| Santos F. C. · Brasil | 1964                | 21           | 33           | 6        | 7        | —                 | —                 | 5            | 3            | 32    | 43    | 1,34  | 44                 | 49                 |
| Santos F. C. · Brasil | 1965                | 27           | 49           | 4        | 2        | 7                 | 8                 | 6            | 5            | 44    | 64    | 1,45  | 65                 | 98                 |
| Santos F. C. · Brasil | 1966                | 14           | 13           | 5        | 2        | —                 | —                 | —            | —            | 19    | 15    | 0,79  | 38                 | 31                 |
| Santos F. C. · Brasil | 1967                | 18           | 16           | 14       | 9        | —                 | —                 | —            | —            | 32    | 26    | 0,81  | 65                 | 57                 |
| Santos F. C. · Brasil | 1968                | 21           | 17           | 18       | 12       | 3                 | 1                 | —            | —            | 42    | 30    | 0,71  | 74                 | 55                 |
| Santos F. C. · Brasil | 1969                | 25           | 26           | 12       | 12       | 5                 | 2                 | —            | —            | 42    | 40    | 0,95  | 60                 | 57                 |
| Santos F. C. · Brasil | 1970                | 16           | 7            | 13       | 4        | —                 | —                 | —            | —            | 29    | 11    | 0,38  | 54                 | 47                 |
| Santos F. C. · Brasil | 1971                | 19           | 6            | 21       | 1        | —                 | —                 | —            | —            | 40    | 7     | 0,17  | 72                 | 29                 |
| Santos F. C. · Brasil | 1972                | 20           | 9            | 16       | 5        | —                 | —                 | —            | —            | 36    | 14    | 0,39  | 74                 | 50                 |
| Santos F. C. · Brasil | 1973                | 19           | 11           | 30       | 19       | —                 | —                 | —            | —            | 49    | 30    | 0,61  | 75                 | 57                 |
| Santos F. C. · Brasil | 1974                | 10           | 1            | 17       | 9        | —                 | —                 | —            | —            | 27    | 10    | 0,37  | 36                 | 14                 |
| Santos F. C. · Brasil | Total               | 410          | 466          | 174      | 101      | 26                | 27                | 53           | 49           | 663   | 643   | 0,98  | 1090               | 1114               |
| New York Cosmos Estados Unidos | 1975                | Inexistente  | Inexistente  | 9        | 5        | —                 | —                 | Inexistente  | Inexistente  | 9     | 5     | 0,55  | 23                 | 15                 |
| New York Cosmos Estados Unidos | 1976                | Inexistente  | Inexistente  | 24       | 15       | —                 | —                 | Inexistente  | Inexistente  | 24    | 15    | 0,62  | 43                 | 26                 |
| New York Cosmos Estados Unidos | 1977                | Inexistente  | Inexistente  | 31       | 17       | —                 | —                 | Inexistente  | Inexistente  | 31    | 17    | 0,55  | 42                 | 23                 |
| New York Cosmos Estados Unidos | 1980                | Inexistente  | Inexistente  | —        | —        | —                 | —                 | Inexistente  | Inexistente  | 0     | 0     | 0,00  | 1                  | 2                  |
| New York Cosmos Estados Unidos | Total               | 0            | 0            | 64       | 37       | 0                 | 0                 | 0            | 0            | 64    | 37    | 0,60  | 109                | 66                 |
| Total en su carrera | Total en su carrera | 410          | 466          | 238      | 138      | 26                | 27                | 53           | 49           | 727   | 680   | 1223  | 1156               | 0,94               |
| (1) Incluye datos de Campeonato Paulista. (2) Incluye datos de Taça Brasil (1959-1966) y sus equivalentes, la Copa de Plata (1967-1970) y Campeonato Brasileño de Serie A. (3) Incluye datos de Copa Libertadores, Copa Intercontinental y Supercopa de Campeones Intercontinentales. (4) Incluye datos de Torneo Río-São Paulo. |                     |              |              |          |          |                   |                   |              |              |       |       |       |                    |                    |

### Selecciones
Datos actualizados a fin de carrera deportiva.
El partido del 6 de noviembre de 1968 ante un combinado FIFA fue declarado no-oficial por el máximo estamento en 2001, si bien sí es contabilizado por la CBD —antecesora de la CBF— en los registros, para el total de 92 encuentros y 77 goles. Su último partido con la selección fue en 1971; el disputado en 1973 fue de un combinado de jugadores brasileños, en el que anotó un gol, mientras que el de 1976 fue en homenaje a Geraldo Alves. Completan los datos dos partidos, uno con el combinado sénior (1987), y otro por su cincuenta onomástica con el combinado «amigos de Pelé» (1990).
Los partidos amistosos no-FIFA, esto es, frente a clubes, se recogen como «otros encuentros», motivo por el que no son contabilizados como encuentros amistosos de la selección brasileña absoluta a efectos de registro.
| Absoluta · Brasil                                                                                 | 1957          | 2  | 2  | -  | -  | Impás | Impás | 2  | 2  | 1.00 | -  | -  | 2   | 2  |
| Absoluta · Brasil                                                                                 | 1958          | 3  | 3  | -  | -  | 4     | 6     | 7  | 9  | 1.13 | -  | -  | 9   | 11 |
| Absoluta · Brasil                                                                                 | 1959          | 3  | 3  | 6  | 8  | Impás | Impás | 9  | 11 | 1.22 | -  | -  | 18  | 22 |
| Absoluta · Brasil                                                                                 | 1960          | 6  | 4  | -  | -  | Impás | Impás | 6  | 4  | 0.67 | 3  | 4  | 27  | 30 |
| Absoluta · Brasil                                                                                 | 1961          | -  | -  | -  | -  | Impás | Impás | 0  | 0  | 0    | -  | -  | 27  | 30 |
| Absoluta · Brasil                                                                                 | 1962          | 6  | 7  | -  | -  | 2     | 1     | 8  | 8  | 1.00 | -  | -  | 35  | 38 |
| Absoluta · Brasil                                                                                 | 1963          | 7  | 7  | -  | -  | Impás | Impás | 7  | 7  | 1.00 | -  | -  | 42  | 45 |
| Absoluta · Brasil                                                                                 | 1964          | 3  | 2  | -  | -  | Impás | Impás | 3  | 2  | 0.67 | -  | -  | 45  | 47 |
| Absoluta · Brasil                                                                                 | 1965          | 8  | 9  | -  | -  | Impás | Impás | 8  | 9  | 1.13 | -  | -  | 53  | 56 |
| Absoluta · Brasil                                                                                 | 1966          | 7  | 4  | -  | -  | 2     | 1     | 9  | 5  | 0.56 | 4  | 7  | 66  | 68 |
| Absoluta · Brasil                                                                                 | 1967          | -  | -  | -  | -  | Impás | Impás | 0  | 0  | 0    | -  | -  | 66  | 68 |
| Absoluta · Brasil                                                                                 | 1968          | 7  | 4  | -  | -  | Impás | Impás | 7  | 4  | 0.57 | 1  | -  | 74  | 72 |
| Absoluta · Brasil                                                                                 | 1969          | 3  | 1  | 6  | 6  | Impás | Impás | 9  | 7  | 0.78 | 5  | 3  | 88  | 82 |
| Absoluta · Brasil                                                                                 | 1970          | 9  | 4  | -  | -  | 6     | 4     | 15 | 8  | 0.53 | 6  | 4  | 109 | 94 |
| Absoluta · Brasil                                                                                 | 1971          | 2  | 1  | -  | -  | Impás | Impás | 2  | 1  | 0.50 | -  | -  | 111 | 95 |
| Absoluta · Brasil                                                                                 | 1976          | -  | -  | -  | -  | Impás | Impás | 0  | 0  | 0    | 1  | -  | 112 | 95 |
| Absoluta · Brasil                                                                                 | Total         | 66 | 51 | 12 | 14 | 14    | 12    | 92 | 77 | 0.84 | 20 | 18 | 112 | 95 |
| Total carrera                                                                                     | Total carrera | 66 | 51 | 12 | 14 | 14    | 12    | 92 | 77 | 0.84 | 20 | 18 | 112 | 95 |
| (1) Incluye los partidos de la Campeonato Sudamericano / Clasificatorias Sudamericanas (1959-69). |               |    |    |    |    |       |       |    |    |      |    |    |     |    |

### «El milésimo gol»
«El milésimo gol» es la forma en que habitualmente se denomina el gol que Pelé marcó de penal el día 19 de noviembre de 1969, a las 23:11, en el que su equipo, el Santos, venció al Vasco da Gama por dos goles a uno. Pelé sostuvo que ese era su gol número mil, refiriéndose al total de goles convertidos en todo tipo de partidos. Hay que tener en cuenta que según la FIFA Pelé convirtió 757 goles oficiales y que la cantidad total de goles convertidos por los futbolistas más conocidos del mundo es materia de discusión.
El partido era válido por el Torneo Roberto Gomes Pedrosa. A los 33 minutos del segundo tiempo, el defensa del Vasco da Gama Renê cometió penal. Pelé anotó con el pie derecho, definiendo al poste izquierdo del arquero argentino Edgardo Andrada, que se esforzó, pero no logró contenerlo. Andrada no quería sufrir el gol porque pensaba que dejaría de ser conocido como un buen arquero y pasaría a ser recordado solamente como el arquero del milésimo gol.
Al ser entrevistado por los reporteros, Pelé dijo: «Pensé en Navidad. Pensé en los niños». Pelé vistió una camiseta de Vasco con el número 1 000 y dio una vuelta olímpica en el estadio Maracaná.

### Estadísticas de la FIFA (partidos oficiales)
Según los registros de la FIFA de partidos oficiales, hasta febrero de 2024, contando la Copa Mundial de Fútbol Catar 2022, los máximos goleadores históricos son :
| Jugador           | Goles oficiales | Asistencias oficiales |
| ----------------- | --------------- | --------------------- |
| Cristiano Ronaldo | 916             | 267                   |
| Lionel Messi      | 850             | 379                   |
| Josef Bican       | 805             | 133                   |
| Romário           | 772             | 157                   |
| Pelé              | 757             | 249                   |
| Ferenc Puskas     | 746             | 251                   |
| Gerd Muller       | 735             | 106                   |

### Cómputo de la RSSSF
La Rec.Sport.Soccer Statistics Foundation (RSSSF), una entidad amateur, gratuita y voluntaria, publica en su sitio web diversas estadísticas no oficiales. Relacionadas con Pelé ha publicado las siguientes:
Mayores goleadores de todos los tiempos (partidos no oficiales)
| Jugador           | Goles |
| ----------------- | ----- |
| Erwin Helmchen    | 987+  |
| Josef Bican       | 950+  |
| Ronald Rooke      | 934+  |
| Cristiano Ronaldo | 944   |
| Lionel Messi      | 860   |
| Jimmy Jones       | 840+  |
| Ferenc Puskás     | 802   |
| Ferenc Deák       | 796+  |
| Abe Lenstra       | 789+  |
| Romário           | 785   |
| Pelé              | 778   |

Mayores goleadores de todos los tiempos (todos los partidos no oficiales)
| Jugador        | Goles |
| -------------- | ----- |
| Lajos Tichy    | 1917  |
| Josef Bican    | 1813+ |
| Erwin Helmchen | 1611+ |
| Ferenc Puskás  | 1569+ |
| Gerhard Müller | 1483  |
| Ferenc Bene    | 1425+ |
| Ferenc Deák    | 1375+ |
| Pelé           | 1324  |

## Palmarés y distinciones

### Campeonatos regionales
| Título               | Equipo       | Región                     | Año  |
| -------------------- | ------------ | -------------------------- | ---- |
| Campeonato Paulista  | Santos F. C. | São Paulo                  | 1958 |
| Torneo Río-São Paulo | Santos F. C. | Río de Janeiro - São Paulo | 1959 |
| Campeonato Paulista  | Santos F. C. | São Paulo                  | 1960 |
| Campeonato Paulista  | Santos F. C. | São Paulo                  | 1961 |
| Campeonato Paulista  | Santos F. C. | São Paulo                  | 1962 |
| Torneo Río-São Paulo | Santos F. C. | Río de Janeiro/ São Paulo  | 1963 |
| Campeonato Paulista  | Santos F. C. | São Paulo                  | 1964 |
| Torneo Río-São Paulo | Santos F. C. | Río de Janeiro - São Paulo | 1964 |
| Campeonato Paulista  | Santos F. C. | São Paulo                  | 1965 |
| Torneo Río-São Paulo | Santos F. C. | Río de Janeiro - São Paulo | 1966 |
| Campeonato Paulista  | Santos F. C. | São Paulo                  | 1967 |
| Campeonato Paulista  | Santos F. C. | São Paulo                  | 1968 |
| Campeonato Paulista  | Santos F. C. | São Paulo                  | 1969 |
| Campeonato Paulista  | Santos F. C. | São Paulo                  | 1973 |

### Campeonatos nacionales
| Título  | Club            | Año  |
| ------- | --------------- | ---- |
| Série A | Santos F. C.    | 1961 |
| Série A | Santos F. C.    | 1962 |
| Série A | Santos F. C.    | 1963 |
| Série A | Santos F. C.    | 1964 |
| Série A | Santos F. C.    | 1965 |
| Série A | Santos F. C.    | 1968 |
| NASL    | New York Cosmos | 1977 |

### Campeonatos internacionales
| Título                                    | Equipo              | Sede           | Año  |
| ----------------------------------------- | ------------------- | -------------- | ---- |
| Copa Mundial de Fútbol                    | Selección de Brasil | Suecia         | 1958 |
| Copa Mundial de Fútbol                    | Selección de Brasil | Chile          | 1962 |
| Copa Mundial de Fútbol                    | Selección de Brasil | México         | 1970 |
| Copa Libertadores                         | Santos F. C.        | Buenos Aires   | 1962 |
| Copa Intercontinental                     | Santos F. C.        | Lisboa         | 1962 |
| Copa Libertadores                         | Santos F. C.        | Buenos Aires   | 1963 |
| Copa Intercontinental                     | Santos F. C.        | Río de Janeiro | 1963 |
| Supercopa de Campeones Intercontinentales | Santos F. C.        | Milán          | 1968 |

### Distinciones individuales
| Distinción                                                          | Año                                                              |
| ------------------------------------------------------------------- | ---------------------------------------------------------------- |
| Máximo goleador del Campeonato Paulista                             | 1957, 1958, 1959, 1960, 1961, 1962, 1963, 1964, 1965, 1969, 1973 |
| Mejor jugador joven de la Copa Mundial de Fútbol                    | 1958                                                             |
| Incluido en el Equipo de las Estrellas de la Copa Mundial de Fútbol | 1958, 1970                                                       |
| Máximo goleador de la Copa América                                  | 1959                                                             |
| Mejor jugador de la Copa América                                    | 1959                                                             |
| Máximo goleador de la Taça Brasil                                   | 1961, 1963, 1964                                                 |
| Máximo goleador del Torneo Río-São Paulo                            | 1963                                                             |
| Máximo goleador de la Copa Libertadores                             | 1965                                                             |
| Futbolista del año en Sudamérica                                    | 1973                                                             |
| Incluido en el Equipo de las Estrellas de la NASL                   | 1975, 1976, 1977                                                 |
| Jugador más valioso de la NASL                                      | 1976                                                             |
| Orden del Mérito de la FIFA                                         | 1984                                                             |
| Incluido en el Equipo Histórico de la Copa Mundial FIFA             | 1994                                                             |
| Marca Leyenda                                                       | 1997                                                             |
| Incluido en el Equipo mundial del siglo XX                          | 1998                                                             |
| Mejor jugador del siglo XX según la IFFHS                           | 1999                                                             |
| Mejor jugador sudamericano del siglo XX según IFFHS                 | 1999                                                             |
| Premio Laureus Trayectoria                                          | 2000                                                             |
| Incluido en la Selección Sudamericana de Fútbol del siglo XX        | 2000                                                             |
| Jugador del Siglo de la FIFA                                        | 2000                                                             |
| Incluido en el Equipo de Ensueño de la Copa Mundial FIFA            | 2002                                                             |
| FIFA 100                                                            | 2004                                                             |
| Premio Presidencial de la FIFA                                      | 2007                                                             |
| Incluido en la Selección Histórica de la Copa América               | 2011                                                             |
| Salón de la Fama del Fútbol                                         | 2011                                                             |
| Golden Foot Leyenda                                                 | 2012                                                             |
| FIFA Balón de Oro Honorífico                                        | 2014                                                             |
| Orden Olímpica                                                      | 2016                                                             |
| Once histórico del Balón de Oro                                     | 2020                                                             |
| FIFA The Best Honorífico                                            | 2022                                                             |

## Discografía
| Año  | Título    | Sello       | Ref(s)  |
| ---- | --------- | ----------- | ------- |
| 2006 | peléginga | Cendi Music | [ 121 ] |

## Filmografía
| Año  | Título                              | Rol                                    | Notas                              | Ref(s)          |
| ---- | ----------------------------------- | -------------------------------------- | ---------------------------------- | --------------- |
| 1969 | Os Estranhos                        | Plínio Pompeu                          | Serie de TV                        | [ 122 ]         |
| 1971 | O Barão Otelo no Barato dos Bilhões | Dr. Arantes/Él mismo                   |                                    | [ 123 ]         |
| 1972 | A Marcha                            | Chico Bondade                          |                                    | [ 124 ]         |
| 1981 | Evasión o Victoria                  | Corporal Luis Fernández                |                                    | [ 125 ]         |
| 1983 | Once más uno                        | Él mismo                               | También conocida como Young Giants | [ 125 ]         |
| 1985 | Pedro Mico                          |                                        |                                    | [ 124 ]         |
| 1986 | Hotshot                             | Santos                                 |                                    | [ 125 ]         |
| 1986 | Os Trapalhões e o Rei do Futebol    | Nascimento                             |                                    | [ 124 ] [ 126 ] |
| 1989 | Solidão, Uma Linda História de Amor |                                        |                                    | [ 124 ]         |
| 1989 | O Salvador da Pátria                | Él mismo                               | Teleserie                          | [ 127 ]         |
| 2001 | Mike Bassett: England Manager       | Él mismo                               |                                    | [ 124 ] [ 125 ] |
| 2002 | El clon                             | Él mismo                               | Teleserie                          | [ 128 ]         |
| 2012 | Documental TVE                      | Él mismo                               |                                    | [ 129 ]         |
| 2013 | Sfide                               | Él mismo                               |                                    | [ 127 ]         |
| 2016 | Pelé: Birth of a Legend             | Hombre sentado en el lobby de un hotel | Cameo                              | [ 130 ]         |
| 2021 | Pelé                                | Él mismo                               | Documental                         | [ 131 ]         |